# Olaya Herrera (ort)
Olaya Herrera är en ort i Colombia.   Den ligger i departementet Nariño, i den sydvästra delen av landet, 500 km sydväst om huvudstaden Bogotá. Olaya Herrera ligger 1 666 meter över havet och antalet invånare är 9 820.
Terrängen runt Olaya Herrera är huvudsakligen bergig, men åt nordost är den kuperad. Runt Olaya Herrera är det ganska tätbefolkat, med 108 invånare per kvadratkilometer. Närmaste större samhälle är Samaniego, 15,4 km nordväst om Olaya Herrera. Omgivningarna runt Olaya Herrera är en mosaik av jordbruksmark och naturlig växtlighet.